# AS Puma Generaleña
AS Puma Generaleña ist ein Fußballverein aus Pérez Zeledón, San José, Costa Rica, welcher in der zweiten costa-ricanischen Spielklasse, der Liga de Ascenso-Segunda División spielt.

## Geschichte
Im Jahre 2010 gründeten die Brüder Marvin und Rigoberto Chinchilla einen Fußballverein in Pérez Zeledón, welcher eine Alternative zum lokalen Erstligaklub AD Municipal Pérez Zeledón darstellen sollte. Ziel war es, den neu gegründeten Klub nicht nur in Pérez anzusiedeln, sondern auch fest in dieser Stadt zu verwurzeln. So wurde eine Fußballschule gegründet, welche die gesamte Region abdeckt. Statt großen Firmen sind kleine lokale Unternehmen die Sponsoren, die meisten Spieler kommen selbst aus der Stadt und der Eintritt zu Heimspielen wird bewusst sehr niedrig gehalten.
Der Klubname AS Puma Generaleña setzt sich aus drei verschiedenen Elementen zusammen, die für die Brüder Chinchilla von Bedeutung waren: Als Kinder bewunderten sie den italienischen Hauptstadtklub AS Roma, daher das „AS“ im Vereinsnahmen. Das Team, in dem beide in Jugendzeiten spielten nannte sich „Pumas“ und in Pérez Zeledón existierte einst ein Verein mit dem Namen „Generaleña“ (AD Municipal Generaleña und AD Pérez Zeledón fusionierten in den 90er Jahren, um sich gegenseitig keine Konkurrenz zu machen und spielen heute als AD Municipal Pérez Zeledón in der höchsten Spielklasse), welcher für seine Nähe zur heimischen Bevölkerung bekannt war.
Der Klub kaufte die Zweitligafranchise von AD El Roble, einem kleinen Verein aus der Provinz Alajuela, und konnte so ab der Saison 2011/2012 an der Liga de Ascenso-Segunda División teilnehmen. In den drei Spielzeiten in der zweithöchsten Spielklasse, konnte Pumas beachtliche Erfolge, darunter konstante Playoffteilnahmen, feiern und krönte sich schließlich 2014 zum Zweitligameister mit Aufstiegsrecht in die erste Liga.
2014/15 bestritt AS Puma in der seine erste Saison in der Liga de Fútbol de Primera División, der höchsten costa-ricanischen Spielklasse. Nachdem im Invierno 2014 der letzte Platz und im Verano 2015 der 10. Platz belegt wurde, stieg der Neuling sofort wieder in die Liga de Ascenso ab.

## Stadion
AS Puma bestreitet seine Heimspiele im städtischen Estadio Municipal Keylor Navas, welches ca. 6000 Zuschauer fasst. Dieses Stadion teilt sich Puma mit dem Lokalrivalen AD Municipal. Zuvor, in Zweitligazeiten, trug AS Puma seine Heimspiele im kleinen Estadio Polideportivo aus.